# Maisemore
Maisemore är en ort och civil parish i Storbritannien.   Den ligger i grevskapet Gloucestershire och riksdelen England, i den södra delen av landet, 150 km väster om huvudstaden London. Maisemore ligger 27 meter över havet och antalet invånare är 458.
Terrängen runt Maisemore är platt. Runt Maisemore är det mycket tätbefolkat, med 2 711 invånare per kvadratkilometer. Närmaste större samhälle är Gloucester, 3,6 km sydost om Maisemore. Trakten runt Maisemore består till största delen av jordbruksmark.